# Långpeppar
Långpeppar (Piper longum) är en tropisk ört inom familjen pepparväxter (Piperaceae) och är nära släkt med peppar (Piper nigrum) från vilken kryddorna svart- och vitpeppar kommer. Långpeppar var den första pepparsorten som nådde Europa, men konkurrerades senare ut av vanlig peppar.

## Historia
Långpeppar kommer från början från nordöstra Indien och har använts där i mer än 4000 år. Den spreds tidigt av människan till Kerala och växer numera även där vilt. Långpepparn  beskrevs tidigt på sanskrit, kanske så tidigt som 1000–500 f.Kr. Sannolikt nådde långpepparn Europa tidigare än vanlig peppar även om det är lite oklart när det skedde. Theofrastos (ca 370–285 f.Kr.) beskrev långpeppar (och vanlig peppar). och Plinius den äldre skriver  år 70 e.Kr. att långpeppar är dubbelt så dyrt som vitpeppar och fyra gånger så dyrt som svartpeppar.
Kryddan var viktig från medeltiden och spred sig då även österut till Kina. Mot slutet av 1500-talet sjönk priset i Europa och inte långt därefter så slutade det allmänna användandet av långpeppar till förmån för vanlig peppar och kanske också den nya kryddan chili som var billig och lätt att odla i södra Europa.
På sanskrit heter långpeppar pippali och det är ursprunget för de europeiska namnen på peppar.

## Användning
Idag är kryddan ovanlig i europeisk matlagning, men används fortfarande i indisk matlagning till pickles och i curryrätter.

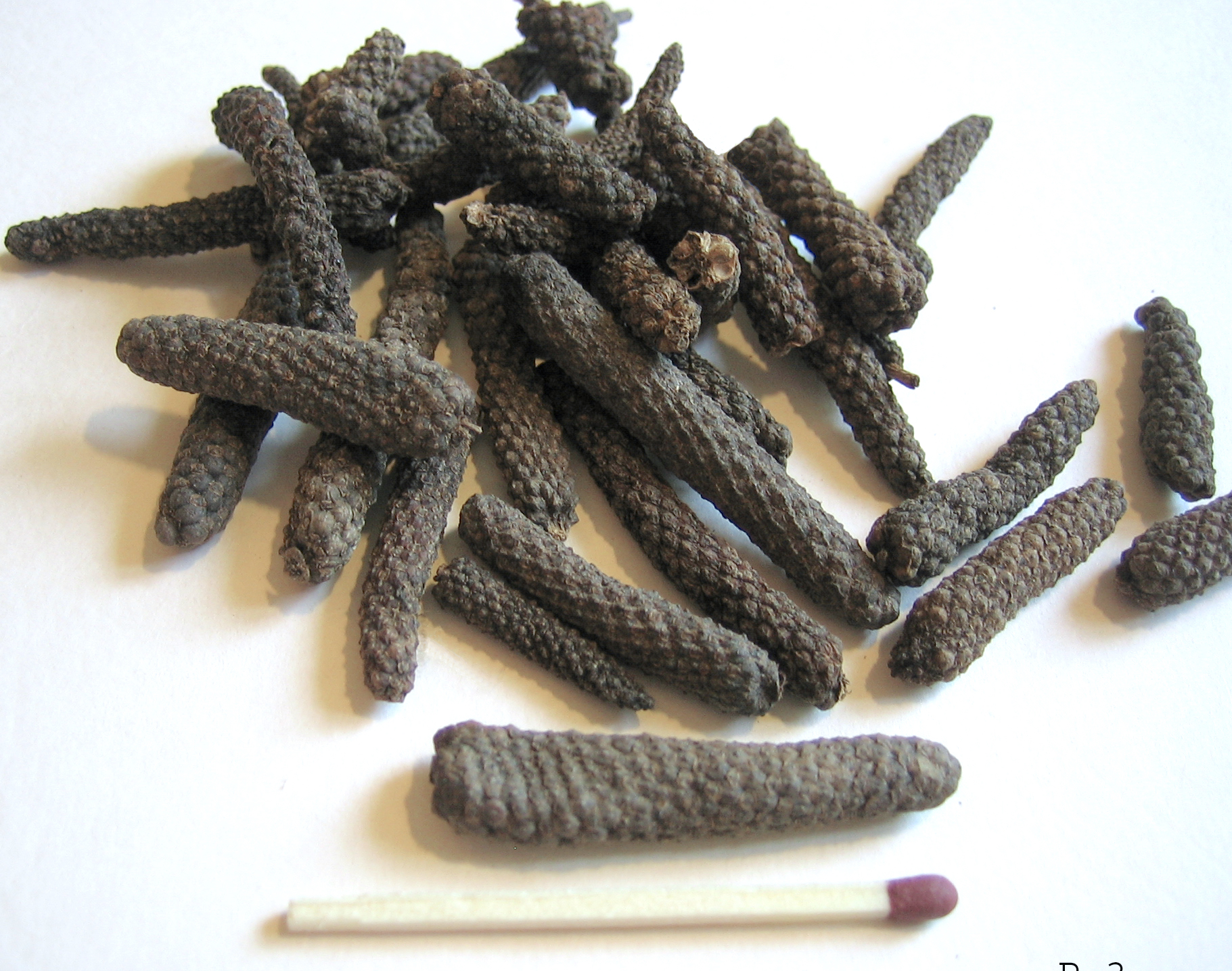
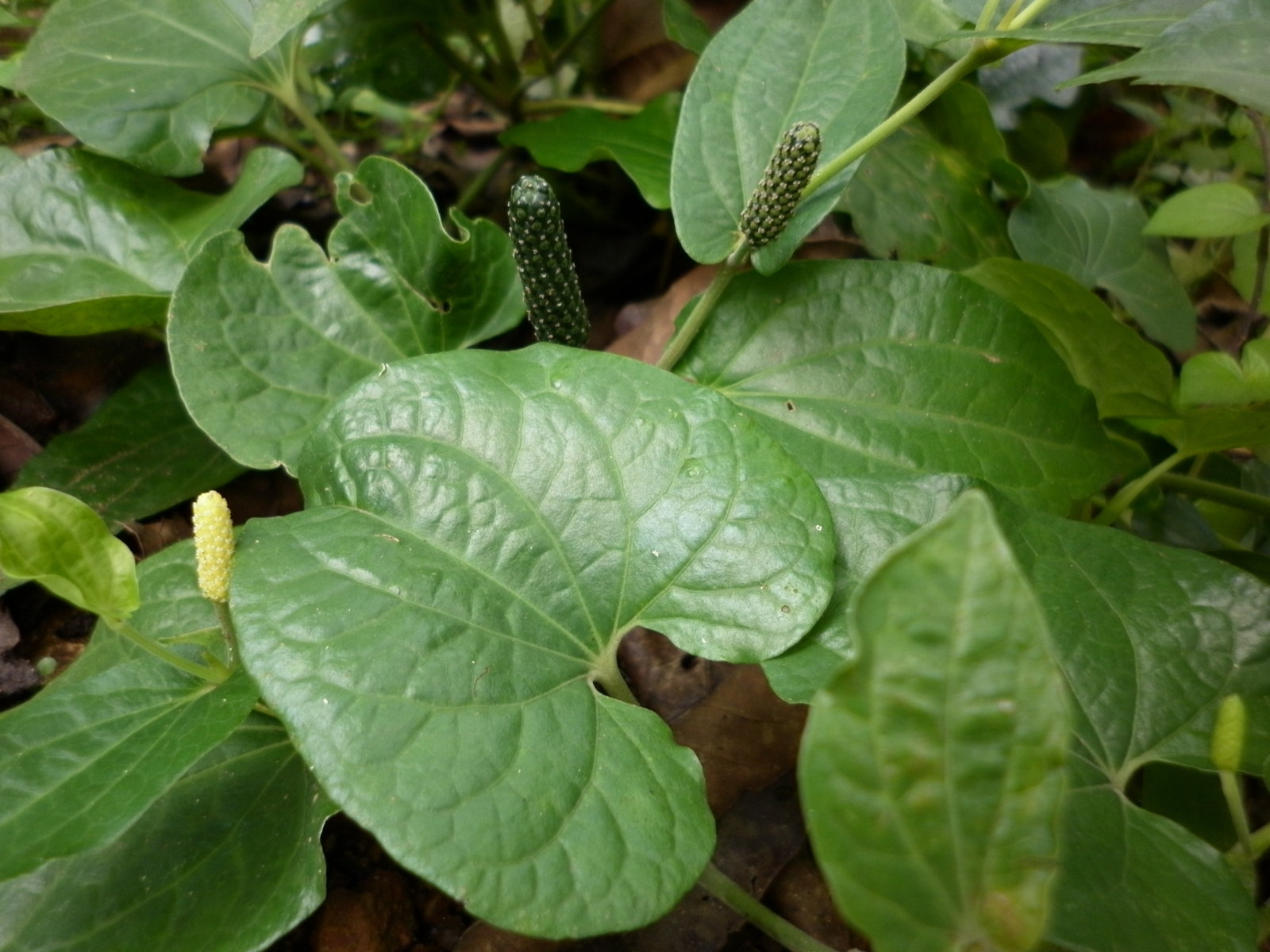